# نبرد حنا
اولین نبرد حنا (به ترکی: Felahiye Muharebesi) نبردی در جنگ جهانی اول بود که در ۲۱ ژانویه ۱۹۱۶ در جبهه بین‌النهرین بین ارتش امپراتوری عثمانی و نیروهای انگلیس و هند (راج بریتانیا) انجام شد.

## مقدمه
پس از ورود امپراتوری عثمانی به جنگ جهانی اول، انگلستان برای محافظت از منافع نفت انگلیس در خلیج فارس، نیروی اعزامی هند را برای تصاحب شط العرب و بندر بصره اعزام کرد. سرانجام، مأموریت نیروهای انگلیس و هند به تصرف بغداد انجامید. نیروهای عثمانی در منطقه، با تقویت و جسارت از عقب‌نشینی از دروازه‌های بغداد، نیروهای انگلیس و هند را تا شهر کوت الاماره تعقیب کردند. فرمانده لشکر پونا که از نظر استراتژیک در محل تلاقی شط الحی و رود دجله واقع شده بود، تصمیم گرفت از این شهر دفاع کند.
در ۱۵ دسامبر ۱۹۱۵، نیروهای عثمانی حدود ۱۰ هزار نفر از نیروهای انگلیس و هند را در شهر کوت الاماره محاصره کردند. ژنرال چارلز تاونشند فرمانده انگلیسی خواستار نیروی کمکی شد و فرمانده جبهه بین‌النهرین ژنرال سر جان نیکسون شروع به جمع‌آوری نیرویی ۱۹۰۰۰ نفری برای کمک به نیروهای محاصره شده نمود. این نیروی امدادی، که به عنوان سپاه دجله تعیین شده بود، در ابتدا از ۲ لشکر تشکیل شده بود: لشکر ۳ (لاهور) و لشکر 7 (Meerut)، و سایر واحدهای موجود در منطقه.